# Lisa Yaszek
Lisa Yaszek (29 de junio de 1969) es una académica estadounidense especializada en el campo de la literatura de ciencia ficción, particularmente en la historia y las implicaciones culturales del género y los grupos infrarrepresentados en la ciencia ficción, incluidas las mujeres y las personas de color. Es catedrática de la Facultad de Literatura, Medios de Comunicación y Comunicación del Instituto de Tecnología de Georgia.

## Trayectoria
En 1991, Yaszek se licenció en Filología Inglesa por la Universidad de Michigan y se graduó magna cum laude. En 1992, realizó un Master y se doctoró en 1999 en la Universidad de Wisconsin-Madison.
Yaszek ha centrado su trabajo en examinar el género de la ciencia ficción en la literatura. Ha publicado varios libros sobre diversos temas literarios. Sin embargo, se centra especialmente en el papel que desempeñan las mujeres y las personas de color en el mundo de la ciencia ficción. Sus libros The Future is Female: Early Classics of Women's Science Fiction from the Pulp Era to the New Wave y Sisters of Tomorrow: The First Women of Science Fiction abordan la infrarrepresentación de las mujeres en este género. En concreto, se centra en las voces perdidas de esas mujeres y en desenterrar las contribuciones históricas que han aportado. Como dijo la escritora estadounidense Ursula K. Le Guin sobre The Future is Female (el futuro es femenino), “Lisa Yaszek ha seleccionado lo mejor de esta tradición, tanto de maestras reconocidas como de nombres menos conocidos que deberían haber sido redescubiertos”. Yaszek dedica su investigación a comprender la historia del género, así como a contextualizar su desarrollo. En 2017, fue galardonada por su trabajo en este ámbito con el Premio PCA/ACA Susan Koppelman a la Mejor Antología, Libro de Varios Autores o Editado en Estudios Feministas.
Yaszek ha aparecido en numerosas publicaciones y medios de comunicación hablando de la importancia del género de la ciencia ficción en los medios de comunicación. Ha escrito artículos para medios como The Washington Post, Food and Wine Magazine y USA Today, entre otros. También apareció en la miniserie de AMC de 2018 llamada James Cameron's Story of Science Fiction, que explora el género “desde sus inicios de culto en el pulp hasta el motor del cine de éxito” en el que se ha convertido en los tiempos modernos.
Durante 2009-2010, Yaszek fue presidenta de la Science Fiction Research Association. Desde 2016, Yaszek es miembro del jurado del premio John W. Campbell Memorial a la Mejor Novela de Ciencia Ficción. También desde 2016, año de creación del premio, forma parte del jurado de tres personas del premio de relato Eugie Foster Memorial Award for Short Fiction. Ha formado parte de numerosos consejos y organizaciones. 

## Reconocimientos
- PCA/ACA Susan Koppelman Award for Best Anthology, Multi-authored, or Edited Book in Feminist Studies, 2017[6]
- Science Fiction Research Association Clareson Award for Distinguished Service, 2014[6]
- Science Fiction Research Association Mary Kay Bray Writing Award, 2014[6]
- Ivan Allen Jr. Legacy Award for Research, Teaching and Service, 2013[6]
- Science Fiction Research Association Pioneer Writing Award, 2005[6]

## Obra (selección)
- 2002 – The Self Wired: Technology and Subjectivity in Contemporary Narrative (Literary Criticism and Cultural Theory). Routledge.
- 2008 – Galactic Suburbia: Recovering Women’s Science Fiction. Ohio State University Press.
- 2016 – Sisters of Tomorrow: The First Women of Science Fiction (Early Classics Of Science Fiction). Con Patrick Sharp. Wesleyan University Press.
- 2018 – The Future Is Female! 25 Classic Science Fiction Stories by Women, from Pulp Pioneers to Ursula K. Le Guin: A Library of America Special Publication. Library of America.
- 2020 – Literary Afrofuturism in the Twenty-First Century. Ohio State University Press.
- 2022 – The Future Is Female! Vol. 2: The 1970s: More Classic Science Fiction Stories by Women. Library of America.[12]